# Walter Fitzgerald
Walter Fitzgerald Bond, född 18 maj 1896 i Plymouth, Devon, död 20 december 1976 i Hammersmith, London, var en brittisk skådespelare.

## Rollista i urval
- 1942 – Havet är vårt öde
- 1948 – Fallet Winslow
- 1948 – Ögonvittnet
- 1949 – Det hemliga rummet
- 1949 – Edward, min son
- 1950 – Skattkammarön
- 1952 – Mysteriet Milton
- 1952 – Pickwickklubben
- 1953 – Skeppsbrutna i paradiset
- 1956 – Jorden runt på 80 dagar
- 1959 – Avgrunden väntar
- 1959 – Darby O'Gill och småfolket
- 1968 – Doctor Who (TV-serie)